# Marathon van Londen 2011

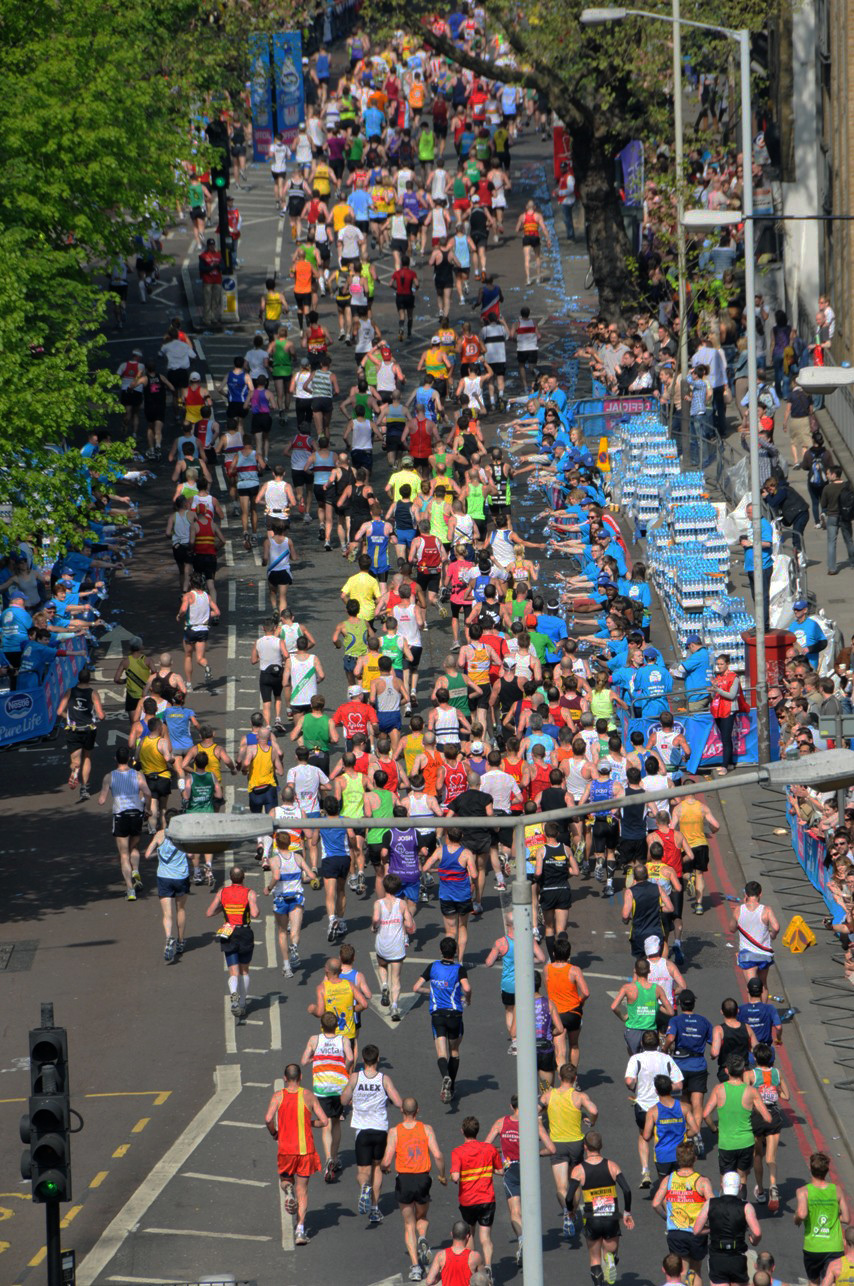
Lopers door Tooley street

De marathon van Londen 2011 werd gelopen op zondag 17 april 2011. Het was de 31e editie van deze marathon. De vrouwen startten om 09:00 en de mannen ging drie kwartier later van start.
De overwinning bij de mannen was weggelegd voor de Keniaan Emmanuel Mutai. Bij de vrouwen ging de overwinning naar zijn landgenote Mary Keitany, tevens wereldrecordhoudster op de halve marathon. Titelverdedigster Lilia Sjoboechova werd tweede in 2:20.15 en verbeterde hiermee het nationale record. Deze uitslag werd echter later geschrapt wegens het gebruik van verboden middelen.

## Uitslagen

### Mannen
| rang   | naam                  | land | tijd    |
| ------ | --------------------- | ---- | ------- |
| Goud   | Emmanuel Mutai        | KEN  | 2:04.40 |
| Zilver | Martin Lel            | KEN  | 2:05.45 |
| Brons  | Patrick Makau         | KEN  | 2:05.45 |
| 4      | Marilson dos Santos   | BRA  | 2:06.34 |
| 5      | Tsegay Kebede         | ETH  | 2:07.48 |
| 6      | Jaouad Gharib         | MAR  | 2:08.26 |
| 7      | Dmitriy Safronov      | RUS  | 2:09.35 |
| 8      | Ser-Od Bat-Ochir      | MGL  | 2:11.35 |
| 9      | Michael Shelley       | AUS  | 2:11.38 |
| 10     | Viktor Röthlin        | SUI  | 2:12.44 |
| 11     | Carlos Cordero        | MEX  | 2:13.13 |
| 12     | Jason Lehmkuhle       | USA  | 2:13.40 |
| 13     | Lee Merrien           | GUE  | 2:14.27 |
| 14     | Andrew Lemoncello     | SCO  | 2:15.24 |
| 15     | José Manuel Martínez  | ESP  | 2:15.25 |
| 16     | Jesper Faurschou      | DEN  | 2:16.15 |
| 17     | Tomas Dominguez       | MEX  | 2:16.58 |
| 18     | David Webb            | ENG  | 2:17.41 |
| 19     | Daniel-Dejesus Vargas | MEX  | 2:19.26 |
| 20     | John Gilbert          | ENG  | 2:19.28 |
| 21     | Steven Way            | ENG  | 2:19.39 |
| 22     | Pieter Vermeesh       | BEL  | 2:19.45 |
| 23     | Paolo Natali          | ITA  | 2:19.53 |
| 24     | Odilon Cauautle       | MEX  | 2:19.57 |
| 25     | Martin Williams       | SCO  | 2:20.34 |
| DSQ    | Abderrahim Goumri     | MAR  | 2:08.42 |

### Vrouwen
| rang   | naam              | land | tijd    |
| ------ | ----------------- | ---- | ------- |
| Goud   | Mary Keitany      | KEN  | 2:19.19 |
| Zilver | Edna Kiplagat     | KEN  | 2:20.46 |
| Brons  | Bizunesh Bekele   | ETH  | 2:23.42 |
| 4      | Atseda Baysa      | ETH  | 2:23.50 |
| 5      | Yukiko Akaba      | JPN  | 2:24.09 |
| 6      | Irina Mikitenko   | GER  | 2:24.24 |
| 7      | Jéssica Augusto   | POR  | 2:24.33 |
| 8      | Aberu Kebede      | ETH  | 2:24.34 |
| 9      | Askale Tafa       | ETH  | 2:25.24 |
| 10     | Azusa Nojiri      | JPN  | 2:25.29 |
| 11     | Yoshiko Fujinaga  | JPN  | 2:25.40 |
| 12     | Xiao-Lin Zhu      | CHN  | 2:26.28 |
| 13     | Noriko Matsuoka   | JPN  | 2:26.54 |
| 14     | Madaí Pérez       | MEX  | 2:27.02 |
| 15     | Lornah Kiplagat   | NED  | 2:27.57 |
| 16     | Joanne Pavey      | ENG  | 2:28.24 |
| 17     | Madoka Ogi        | JPN  | 2:29.52 |
| 18     | Mizuho Nasukawa   | JPN  | 2:30.00 |
| 19     | Louise Damen      | ENG  | 2:30.00 |
| 20     | Magdalena Boulet  | USA  | 2:31.22 |
| 21     | Risa Shigetomo    | JPN  | 2:31.28 |
| 22     | Susan Partridge   | SCO  | 2:34.13 |
| 23     | Zhou Chunxiu      | CHN  | 2:34.29 |
| 24     | Helen Decker      | ENG  | 2:35.43 |
| 25     | Paula Juarez      | MEX  | 2:35.47 |
| DSQ    | Lilia Sjoboechova | RUS  | 2:20.15 |
| DSQ    | Maria Konovalova  | RUS  | 2:25.18 |

1981 ·
1982 ·
1983 ·
1984 ·
1985 ·
1986 ·
1987 ·
1988 ·
1989 ·
1990 ·
1991 ·
1992 ·
1993 ·
1994 ·
1995 ·
1996 ·
1997 ·
1998 ·
1999 ·
2000 ·
2001 ·
2002 ·
2003 ·
2004 ·
2005 ·
2006 ·
2007 ·
2008 ·
2009 ·
2010 ·
2011 ·
2012 ·
2013 ·
2014 ·
2015 ·
2016 ·
2017